# Горелов, Тимофей Георгиевич
Тимофей Георгиевич Горелов (10 июня 1902 г., село Шапкино Борисоглебского уезда Тамбовской губернии — 27 мая 1990 г, Михайловка, Волгоградской области) — Заслуженный врач РСФСР, персональный пенсионер республиканского значения, почётный член Всероссийского общества онкологов, почётный дипломант Всероссийского хорового общества.

## Биография
Родился в крестьянской семье села Шапкино Борисоглебского уезда Тамбовской губернии 10 июня 1902 г.. В 1913 г. окончил четырёх классную сельскую школу. В сентябре того же года поступил практикантом писарем Шапкинского волостного правления, где работал до октября 1916 г. С этого же года работал сельским писарем с. Краснояровки Шапкинской волости до февральской революции. После февральской революции работал делопроизводителем Шапкинской волостной управы.
С сентября 1918 г. работал делопроизводителем. А затем заведующим общим отделом Шапкинского волостного Совета. В 1920 г. был секретарём волостного ЦК. В 1921 г. снова назначен заведующим общим отделом Шапкинского волостного Совета. В сентябре 1921 г. волостной исполком командировал его в Борисоглебский рабфак, в 1922 г. был переведён в рабфак Воронежского госуниверситета, который окончил в 1924 г.
С 1924 г. по 1929 г.г. был студентом медицинского факультета Воронежского госуниверситета. На четвёртом курсе избирался секретарём профкома и членом предметной комиссии. Во время каникул работал вместо врача Павлодарской амбулатории. В 1929 г. во время каникул работал исполняющим обязанности врача Большовской больницы Михайловского района. Принимал активное участие в организации яслей сада. В этом же году сделал свою первую операцию в одной из сельских участковых больниц под Воронежем. В больнице он занимался буквально всем: был и хирургом, и терапевтом, и окулистом, и акушером — гинекологом, порой сам готовил лекарство. В 1930 г. по окончании медицинского факультета Воронежского госуниверситета специализировался по хирургии в Борисоглебской окружной больнице.
С июня 1930 г. работал заведующим Большой Алабуховской больницы, был членом исполкома облсовета. В 1932 г. находился в Казанском институте усовершенствования врачей хирургов. С июля 1934 г. переведён на работу заведующим и хирургом Рождественской больницы, где проводил большую санитарно-просветительскую работу среди населения.
В 1936 г. его переводят на должность ординатора Борисоглебского родильного дома, но акушерско-гинекологическая специальность его не привлекала, и он переехал на работу в слободу Михайловку. С 1 сентября 1937 г. назначен на должность заведующего и ординатора-хирурга Михайловской районной больницы. В этой должности он проработал до 1954 г.
В 1939 г. был направлен в Ленинград для усовершенствования врачей хирургов, откуда был призван на войну с финнами. В 1940 г. работал в Сталинградском мединституте, специализируясь по урологии на кафедре профессора Пытеля. В 1941 г. был призван и работал начальником госпиталя и ведущим хирургом до конца войны.
В 1953 г. был назначен главным врачом и заведующим хирургическим отделением Михайловского межрайонного онкологического диспансера.
По инициативе Тимофея Георгиевича и при участии медицинских работников района, в Михайловском районе с целью выявления и последующего лечения, проводились массовые профилактические онкологические осмотры населения в возрасте от 30 лет и старше. Выявленные раковые больные и больные с пред раковыми заболеваниями подвергались специальному лечению.
За проведение большой многолетней работы Министерством здравоохранения была присуждена премия Михайловскому онкодиспансеру в сумме 10000 рублей впервые в медицинской практике.
О результатах многолетней работы по проведению профилактических онкологических осмотров населения Михайловского района Т. Г. Горелов доложил на съезде онкологов в г. Таллинне. Метод работы был одобрен Минздравом СССР и рекомендован для работы всех медицинских учреждений страны.
20 декабря 1950 года Горелову было присвоено звание Заслуженного врача РСФСР. В 1951 г. Президиумом ВС РСФСР был награждён почётной грамотой. Работы Сталинградской области в области медицины были представлены на ВДНХ, где в числе других Т. Г. Горелова наградили серебреной медалью ВДНХ.
В г. Михайловке многократно избирался членом горкома партии, дважды членом бюро горкома, дважды депутатом областного Совета народных депутатов. Одиннадцать раз избирался депутатом Михайловского горсовета и два раза членом исполкома горсовета. Неоднократно избирался членом обкома профсоюза медработников.
Будучи любителем хорового пения, Т. Г. Горелов организовал в Михайловском онкодиспансере хор художественной самодеятельности, Хору было присвоено почётное звание «Народного академического хора», был награждён дипломом лауреата.
За безупречную трудовую и активную общественную деятельность был награждён медалями, орденами, почётными грамотами, являлся персональным пенсионером республиканского значения. Являлся участником двух войн, участником Сталинградской битвы. Был инвалидом второй группы.
Умер 27 мая 1990 года. Похоронен на городском кладбище Михайловки Волгоградской области.